# ولکانتشیتسه
ولکانتشیتسه (به چکی: Vlkančice) یک منطقهٔ مسکونی در جمهوری چک است که در شهرستان پراگ-شرق واقع شده‌است.